# Emeraude Toubia
Emeraude Toubia (* 1. března 1989, Montréal, Québec, Kanada) je kanadská herečka a modelka. Představuje Isabelle Lightwood ve Freeform fantasy sérii Lovci stínů: Nástroje smrti. Předtím se objevila na televizních seriálech Cosmota linda jako Dulce Rincón a Voltea pa 'que te enamores jako Stephanie Karamová.

## Životopis
Toubia se narodila v Montréalu v Québeku. Vyrostla však v Brownsville v Texasu. Její matka Mirta Sonia, se narodila a vyrůstala v Ciudad Victoria v Mexiku. Její otec má libanonský původ. Je jedináček. Její prarodiče z otcovy strany pocházeli z okresu Koura v Libanonu.
Jako dítě byla profesionálně vedena ke klasickém baletu, flamengu, břišnímu tanci a lyrickému tanci. Toubia navštěvovala střední školu Homer Hanna v Brownsville. Od patnácti let se zúčastnila několika soutěží krásy; byla korunována Miss Jižního Texasu, Miss Rio Grande Valley Amerika a Miss Teen Brownsville.

## Kariéra
V deseti letech se poprvé objevila na televizních obrazovkách v dětské show El Mundo de Los Niños. Proslavila se však až díky roli z roku 2008, kdy si zahrála ve druhé řadě reality show z prostředí soutěže kráse Nuestra Bellaz Latina a kde se umístila na druhém místě. Od té doby se objevila v reklamách značek jako Maybelline, J. C. Penney, Sony, Garnier a AT&T.
V roce 2009 se stala soutěžící druhé řady reality-show Model Latina, kde se umístila na pátém místě. Poté se stala semifinalistkou Miss Texas 2010. Během let 2011 až 2013 uváděla zábavné show jako The Arena, 18 & Over nebo mun2POP. V roce 2013 si zahrála v telenovele 11-11: En mi cuadra nada cuadra. O rok později si zahrála v telenovele Cosita linda. Následující rok získala roli Stephanie Karam v telenovele Voltea pa' que te enamores. Od roku 2016 hraje roli Isabelle Lightwood v seriálu stanice Freeform Lovci stínů: Nástroje smrti.

## Osobní život
Od srpna 2011 chodí s muzikantem Prince Roycem, médiím však svůj vztah potvrdili až v dubnu 2016.

## Filmografie

### Film
| Rok  | Název         | Role      | Poznámky |
| ---- | ------------- | --------- | -------- |
| 2015 | Tattooed Love | Esmeralda |          |

### Televize
| Rok       | Název                           | Role               | Poznámky                       |
| --------- | ------------------------------- | ------------------ | ------------------------------ |
| 2010      | Aurora                          | Receptionist       | díl: „Gran lanzamiento“        |
| 2013      | 11-11: En mi cuadra nada cuadra | Elizabeth          | 75 dílů                        |
| 2014      | Cosita linda                    | Dulce Rincón       | díl: „Conoce en la perfumeria“ |
| 2014      | Voltea pa' que te enamores      | Stephanie Karam    | 29 dílů                        |
| 2016–2019 | Lovci stínů: Nástroje smrti     | Isabelle Lightwood | hlavní role                    |
| 2019      | Love in the Sun                 | Alana              | TV film                        |

### Hudební videoklipy
| Rok  | Název              | Umělec       |
| ---- | ------------------ | ------------ |
| 2016 | „Culpa al Corazón“ | Prince Royce |

## Ocenění a nominace
| Rok  | Ocenění            | Kategorie                                  | Práce                       | Výsledek |
| ---- | ------------------ | ------------------------------------------ | --------------------------- | -------- |
| 2017 | Teen Choice Awards | nejlepší televizní herečka: sci-fi/fantasy | Lovci stínů: Nástroje smrti | nominace |
| 2018 | Teen Choice Awards | nejlepší televizní herečka: sci-fi/fantasy | Lovci stínů: Nástroje smrti | nominace |